# Юнус, Вейно Иванович
Вейно Иванович Юнус (фин. Väinö Junus; 1905, Покизен-Пурская, Царскосельский уезд, Санкт-Петербургская губерния — 15 ноября 1937, Ленинград) — лингвист, писатель и филолог ингерманландского происхождения, создавший в 1930-е годы ижорский литературный язык. Доцент ЛИФЛИ.

## Биография
Вейно Юнус родился в крестьянской семье в 1905 году. Прошел курс подготовки учителей финского языка в Гатчине, работал учителем в Советской Карелии и Ленинградской области, учился в Педагогическом институте им. Герцена, окончил Ленинградский государственный университет, где учился в аспирантуре у Николая Марра и Дмитрия Бубриха. Позже Юнус работал доцентом в ЛИФЛИ, преподавателем в Институте имени Герцена и научным сотрудником в Институте языка и мышления.
В 1932 году Юнус вместе с В. С. Дубовым и Я. Я. Ленсу составил книги для обучения ижорскому языку, в последующие годы — два учебника, а в 1936 году — ижорскую грамматику. Первые книги были основаны на сойкинском диалекте, но грамматика 1936 года также переняла черты нижнелужского диалекта.
Наряду с лингвистикой Вейно Юнус интересовался изобразительным искусством. Он проиллюстрировал, среди прочего, «Падение Кимас-озера» Геннадия Фиша и «Похождения бравого солдата Швейка» Ярослава Гашека, которые появились на финском языке в Ленинграде.
Арестован 5 сентября 1937 года Комиссией НКВД и Прокуратуры СССР. 10 ноября 1937 года был приговорён по статье № 58 части 6, 10 и 11 УК РСФСР к высшей мере наказания. Расстрелян в Ленинграде 15 ноября 1937 года по так называемому Списку финских шпионов № 1.